# Bijeg (roman Milutina Cihlara Nehajeva)
Bijeg, izvorna naslova Bieg, roman hrvatskog književnika Milutina Cihlara Nehajeva iz 1909. godine. Žanrovski, roman je psihološki, društveni i sadrži brojne autobiografske elemente. Iz podnaslova Povijest jednog našeg čovjeka otkriva da se po tipologiji romana Wolfganga Kaysera radi o romanu lika.
Ispočetka književna kritika nije shvaćala Nehajev Bieg te ga je različito vrednovala. Onovremeni najugledniji hrvatski književni kritičar Antun Gustav Matoš negativno se izrazio o Biegu, ocijenivši ga vrlo loše napisanim romanom, zamjerajući mu jezičnu i kompozicijsku nemarnost, a jedino se pozitivno izrazio o Nehajevu referirajući se na njegovu školsku spremu, da je mladi bečki kemičar "vrstan „kemičar duša“ " tj. "pronicav psiholog". Glavno što spočitava romanu je bezvoljnost i pasivnost protagonista te sličnost tragedije s onom iz novijih književnih strujanja iz inozemnih stranih književnosti. Drugu stranu romana vidio je Ljubomir Maraković, koji je iznio tvrdnu da "čitava moderna nije u romanu, na polju pripovjedačkog rada opsežnije koncepcije, dala ništa što bi zaista bilo na visini superiorne umjetničke koncepcije ondašnjeg čovjeka i ondašnjeg vremena osim Nehajevljeva Bijega." Prevagnula su mišljenja slična Marakovićevim, te se Bijeg danas kvalificira kao najreprezentativnije djelo hrvatske moderne. Takva ocjena doista mu pripada, jer u Cihlarovu romanu dolazi do "značajnije defabularizacije romana te je naglasak stavljen na psihičke, osjetilne i autoanalitične radnje lika, koji nije ništa drugo do jedna varijanta oblomovskoga i turgenjevskog 'suvišnog čovjeka' ".
Većinu pripovijedaka Milutina Cihlara Nehajeva može se promatrati kao pripremu za Bieg. Središnji lik romana je Đuro Andrijašević, njegovo "stanje svijesti, vladanje, reakcije te položaj u društvu od djetinjstva pa sve do tragičnoga svršetka". Ostalim likovima zadaća je "što iscrpnija i slikovitija motivacija i karakterizacija samog Đure". Nehajev je težio stvoriti umjetnost koja će govoriti u ime vlastite epohe. Sprovodio je pišući u svojim djelima o darovitim, no emocionalno nestabilnim i društveno marginaliziranim intelektualcima, a u Biegu je tragična sudbina mladog i obrazovanog Đure Andrijaševića, koji ne pronalazi svoje mjesto u malograđanskoj, učmaloj sredini.
Iz usporedbe romana Bieg Milutina Cihlara Nehajeva i Isušena kaljuža njegova rođaka i prijatelja Janka Polića Kamova izvodi se zaključak da im je šira obiteljska atmosfera bila ista ili slična.
Kasnije dolazi do Cihlarovih pomaka. U romanu Vuci "nekako šalje odgovore sam sebi, polemizira sam sa sobom, u ime upravo matoševskog kulta energije, borbenosti, čvrstoće, u ime svega onoga što je bilo negirano u njegovim ranijim djelima, u romanu Bijeg i ostalim njegovim novelama.

## Wikizvor
- Bieg / M. Nehajev, Društvo hrvatskih književnika, Zagreb, 1909. (2. izd., 1917.) (Bieg: povijest jednog našeg čovjeka)